# Julian Koenig (Neurowissenschaftler)
 Julian Koenig (* 20. Juni 1985 in Kassel) ist ein deutscher Neurowissenschaftler und Professor für biologische Kinder- und Jugendpsychiatrie an der medizinischen Fakultät der Universität zu Köln. Koenig ist Mitherausgeber der Fachzeitschriften European Child & Adolescent Psychiatry und des Journal of Child Psychology and Psychiatry, assoziierter Herausgeber des International Journal of Psychophysiology, sowie beratender Herausgeber der Fachzeitschrift Psychophysiology.

## Forschungstätigkeit
Koenig forscht auf dem Gebiet der biologischen Psychiatrie und experimentellen Psychopathologie, mit einem Fokus auf Methoden der autonome und affektiven Neurowissenschaften. Wesentlich für seine Arbeit ist die Kombination von bildgebenden Verfahren, Methoden der Psychophysiologie und Psychoneuroendokrinologie zur Untersuchung der Körper-Hirn-Interaktion, bei PatientInnen mit affektiven Störungen. Neben experimentellen Arbeiten unter kontrollierten Laborbedigungen, nutzt er Verfahren des Ambulanten Assessment zur alltagsnahen Erhebung der Affektlabilität.
In seiner frühen Karriere arbeitete Koenig in der klinischen und experimentellen Schmerzforschung. Er untersuchte Unterschiede im Schmerzempfinden von psychiatrischen PatienInnen mit selbstverletzendem Verhalten und die zugrundeliegenden biologischen Mechanismen. Seine Arbeiten unterstreichen die Bedeutung des autonomen Nervensystems in der normativen und pathologischen Entwicklung der Emotionsregulation, insbesondere vor dem Hintergrund frühkindlicher Traumatisierung. Er veröffentlichte eine Reihe von systematischen Übersichtsarbeiten und Metaanalysen zur Funktion und differentialdiagnostischen Bedeutung des parasympathischen Nervensystems bei PatientInnen mit psychiatrischen Erkrankungen.
Im Bereich der klinischen Translation adressiert seine Arbeit die Entwicklung neuer Therapieverfahren der elektrischen Neuromodulation, insbesondere der transkutanen Vagusnervstimulation (tVNS), für PatientInnen mit behandlungsresistenten psychiatrischen Erkrankungen. Er ist Sprecher des Wissenschaftlichen Netzwerks „Klinische Neurostimulation in der Kinder- und Jugendpsychiatrie“ und leitete internationale Initiativen zur Standardisierung wissenschaftlicher Arbeiten zur tVNS.

## Ausbildung
Koenig promovierte in theoretischer Medizin an der Universität Heidelberg in 2013. Er habilitierte in experimenteller Kinder- und Jugendpsychiatrie an der Universität Heidelberg in 2019. Als Post-Doktorand war er an der Ohio State University (USA) und der Universität Bern (Schweiz) tätig.

## Auszeichnungen (Auswahl)
- 2011 Carlsson Wedemeyer-Förderpreis zur optimierten Behandlung und Versorgung depressiv erkrankter Kinder und Jugendlicher[21]
- 2014 "Rising Star Young Investigator Early Career Award" der American Psychosomatic Society (APS)[22]
- 2014 Adolf-Ernst-Meyer-Preis des Deutschen Kollegium für Psychosomatische Medizin (DKPM)[22]
- 2015 "Outstanding Research Mentor (ORM) Award" der Ohio State University[23]
- 2016 "Thrasher Research Fund" Early Career Award[24]
- 2016 "Early Career Investigator – International Travel Award" der Society of Biological Psychiatry (SOBP)
- 2015–2017 Physician-Scientist Fellow der Medizinischen Fakultät der Universität Heidelberg[25]
- 2016–2018 Fellow der Daimler und Benz Stiftung[26]
- 2019 "Award for Distinguished Early Career Contributions to Psychophysiology" der Society for Psychophysiological Research (SPR)[27]
- 2022 Hermann-Emminghaus-Preis der Deutschen Gesellschaft für Kinder- und Jugendpsychiatrie, Psychosomatik und Psychotherapie (DGKJP)[28][29]
- 2024 "Excellence Award" der European Society for the Study of Personality Disorders (ESSPD)[30]